# 1509

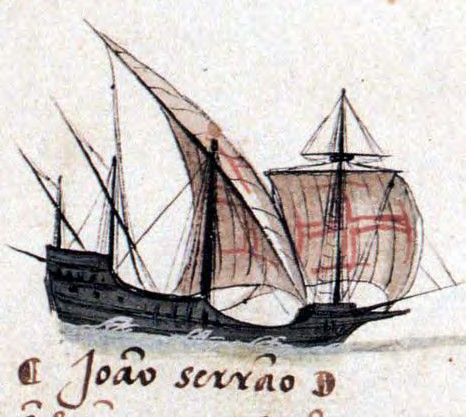
3 febbraio: Battaglia di Diu

Il 1509 (MDIX in numeri romani) è un anno  del XVI secolo.

## Eventi
- Giunge a Santo Domingo il primo carico di schiavi provenienti dall'Africa occidentale. Tre secoli dopo, gli abitanti di Hispaniola di origine africana saranno circa 800.000.
- Compare in Inghilterra la Carta da parati.
- Ascesa al trono del Congo di Afonso I del Congo.
- Juan Ponce de León, Governatore di Porto Rico.
- 3 febbraio – Battaglia di Diu (India): Grazie alle armi da fuoco, la flotta portoghese vince contro la flotta mamelucca.
- 21 aprile – Enrico VIII Tudor, Re d’Inghilterra e d'Irlanda
- 10 maggio – Battaglia di Casaloldo: La Repubblica di Venezia sconfigge il Marchesato di Mantova.
- 14 maggio – Battaglia di Agnadello (presso Cremona): Le forze della Lega di Cambrai (costituitasi nel 1508) sconfiggono le truppe della Repubblica di Venezia.
- 8 giugno – Sotto il comando di Antonio da Filicaja truppe fiorentine entrano in Pisa riconquistandola definitivamente.
- 22 dicembre – Battaglia di Polesella (1509): Le truppe ferraresi della Lega di Cambrai massacrano i veneziani sul Po.
- 27 dicembre – Matrimonio di Vittoria Colonna e Fernando Francesco D'Avalos.

## Nati

### Gennaio
- 3 gennaio - Giovanni Gerolamo Albani, politico, giurista e cardinale italiano († 1591)
- 25 gennaio - Giovanni Gerolamo Morone, cardinale e vescovo cattolico italiano († 1580)

### Marzo
- 10 marzo - Lattanzio Ragnoni, giurista e politico italiano († 1559)
- 25 marzo - Girolamo Dandini, cardinale e vescovo cattolico italiano († 1559)
- 27 marzo - Volrado II di Waldeck, nobile tedesco († 1575)

### Aprile
- 6 aprile - Francesco Beccuti, poeta italiano († 1553)
- 23 aprile - Alfonso d'Aviz, cardinale e arcivescovo cattolico portoghese († 1540)

### Maggio
- 10 maggio - Edward Stanley, III conte di Derby, nobile inglese († 1572)
- 27 maggio - Pasquale Cicogna, doge († 1595)

### Giugno
- 16 giugno - Federico Commandino, matematico, umanista e tipografo italiano († 1575)

### Luglio
- 4 luglio - Magnus III di Meclemburgo, principe († 1550)
- 10 luglio - Giovanni Calvino, umanista e teologo francese († 1564)

### Agosto
- 3 agosto - Tiberio Deciani, giurista e avvocato italiano († 1582)
- 3 agosto - Étienne Dolet, umanista francese († 1546)
- 25 agosto - Ippolito d'Este, cardinale e arcivescovo cattolico italiano († 1572)

### Ottobre
- 5 ottobre - Gian Francesco Trivulzio, nobile e condottiero italiano († 1573)

### Novembre
- 7 novembre - Bernardino Telesio, filosofo e scrittore italiano († 1588)

### Senza giorno specificato
- Virginio Ariosto, scrittore e religioso italiano († 1560)
- Nicholas Bacon, politico britannico († 1579)
- Lodovico Birago, condottiero italiano († 1572)
- Ludovico Birago, condottiero italiano († 1572)
- Giovan Battista Brembati, militare italiano († 1573)
- Idelette de Bure,  olandese († 1549)
- Melchor Cano, teologo, filosofo e vescovo cattolico spagnolo († 1560)
- Ferrante Carafa, nobile, militare e letterato italiano († 1587)
- Gabriele Casati, nobile, politico e giurista italiano († 1569)
- Daniele da Volterra, pittore, scultore e stuccatore italiano († 1566)
- François Douaren, giurista francese († 1559)
- John Erskine of Dun, religioso scozzese († 1591)
- Ranuccio Farnese, condottiero italiano († 1529)
- Gamō Sadahide, militare giapponese († 1579)
- Antonio Gardano, compositore e editore musicale italiano († 1569)
- Galeazzo Gonzaga, politico e poeta italiano († 1562)
- Guido Guidi, medico italiano († 1569)
- Hoshina Masatoshi, militare giapponese († 1593)
- Jane Seymour, regina britannica († 1537)
- Abraomas Kulvietis, scrittore lituano († 1545)
- Guillaume Le Testu, cartografo francese († 1573)
- Luigi IV Gesualdo, nobile e mecenate italiano († 1584)
- Maria de Cardona, nobile italiana († 1563)
- Leonardo Marini, teologo e arcivescovo cattolico italiano († 1573)
- Gabrio Medici, condottiero italiano († 1532)
- Nagao Harukage, militare giapponese († 1553)
- Naoe Kagetsuna, militare giapponese († 1577)
- Diego Pisador, compositore spagnolo († 1557)
- Gonzalo Jiménez de Quesada, esploratore spagnolo († 1579)
- Berardino Rota, poeta italiano († 1574)
- Benvenuto Stracca, giurista e economista italiano († 1578)
- Paolo Torelli, conte italiano († 1545)
- Francisco Torres, gesuita, grecista e teologo spagnolo († 1584)
- Andrés de Vandelvira, architetto e ingegnere spagnolo († 1575)
- Dietrich Westhoff, storico tedesco († 1551)
- Luis de Morales, pittore spagnolo († 1586)
- Pedro Afán de Ribera, duca († 1571)
- Tommaso de' Cavalieri, nobile italiano († 1587)
- Jost von Meggen, ufficiale svizzero († 1559)

## Morti
- 13 gennaio - Antonio Maria Sanseverino, condottiero italiano
- 27 gennaio - Giovanni I del Palatinato-Simmern, nobile tedesco (n. 1459)
- 24 febbraio - Pietro del Donzello, pittore e architetto italiano (n. 1452)
- 3 marzo - Melchior von Meckau, cardinale e vescovo cattolico tedesco (n. 1440)
- 14 marzo - Giovanni Antonio Sangiorgio, giurista, patriarca cattolico e cardinale italiano
- 21 aprile - Enrico VII d'Inghilterra, re britannico (n. 1457)
- 14 maggio - Girolamo Granchio, condottiero italiano
- 14 maggio - Pietro del Monte, condottiero italiano
- 14 maggio - Piersanto Cecili, politico e condottiero italiano
- 14 maggio - Turchetto da Lodi, condottiero italiano
- 28 maggio - Caterina Sforza, politica
- 16 giugno - Simone Graziani, abate, giurista e umanista italiano (n. 1449)
- 29 giugno - Margaret Beaufort, contessa inglese (n. 1443)
- 11 luglio - Guglielmo II d'Assia, sovrano tedesco (n. 1469)
- 9 novembre - Rolando II Pallavicino, nobile italiano (n. 1425)
- 1º dicembre - Bertuccio Bagarotto, diplomatico italiano (n. 1445)
- 16 dicembre - Ludovico I Pico, nobile e condottiero italiano (n. 1472)
- 24 dicembre - Astorre IV Manfredi, condottiero italiano (n. 1470)
- 30 dicembre - Giorgio di Challant, religioso francese (n. 1440)
- Juan Álvarez Gato, poeta spagnolo (n. 1440)
- Bartolomeo Bon il Giovane, architetto, ammiraglio e magistrato italiano
- Niccolò Melchiorre Branciforte, nobile e politico italiano
- Giovanni Ambrogio de Predis, pittore e miniaturista italiano
- Hans Dorn, artigiano austriaco (n. 1430)
- Agnese Farnese, nobildonna italiana
- Giacomo Boschetti, militare italiano (n. 1471)
- Giovanni I del Congo, sovrano (n. 1440)
- João da Nova, esploratore portoghese (n. 1460)
- Adam Kraft, scultore e architetto tedesco
- Marcantonio di Bagnolo, nobile italiano
- Alessandro della Marra, arcivescovo cattolico italiano
- Nicolò da Bracciano, teologo e vescovo cattolico italiano (n. 1451)
- Bernt Notke, pittore e scultore tedesco
- Luffo Numai, politico italiano
- Ludovico Odasio, umanista italiano (n. 1455)
- Alberto Roero, vescovo cattolico italiano
- Alamanno Salviati, politico italiano
- Shen Zhou, pittore e poeta cinese (n. 1427)
- Giorgio Sisgoreo, poeta e umanista italiano (n. 1440)
- Giorgio Spavento, architetto italiano
- Annabella Stuart, principessa scozzese (n. 1436)
- Viranarasimha Raya, indiano
- Agnese di Savoia, principessa (n. 1445)

## Calendario
| Calendario 1509 | Calendario 1509 | Calendario 1509 | Calendario 1509 | Calendario 1509 | Calendario 1509 | Calendario 1509 | Calendario 1509 | Calendario 1509 | Calendario 1509 | Calendario 1509 | Calendario 1509 | Calendario 1509 | Calendario 1509 | Calendario 1509 | Calendario 1509 | Calendario 1509 | Calendario 1509 | Calendario 1509 | Calendario 1509 | Calendario 1509 | Calendario 1509 | Calendario 1509 | Calendario 1509 | Calendario 1509 | Calendario 1509 | Calendario 1509 | Calendario 1509 | Calendario 1509 | Calendario 1509 | Calendario 1509 | Calendario 1509 | Calendario 1509 |
| --------------- | --------------- | --------------- | --------------- | --------------- | --------------- | --------------- | --------------- | --------------- | --------------- | --------------- | --------------- | --------------- | --------------- | --------------- | --------------- | --------------- | --------------- | --------------- | --------------- | --------------- | --------------- | --------------- | --------------- | --------------- | --------------- | --------------- | --------------- | --------------- | --------------- | --------------- | --------------- | --------------- |
|                 | 1               | 2               | 3               | 4               | 5               | 6               | 7               | 8               | 9               | 10              | 11              | 12              | 13              | 14              | 15              | 16              | 17              | 18              | 19              | 20              | 21              | 22              | 23              | 24              | 25              | 26              | 27              | 28              | 29              | 30              | 31              |                 |
| Gennaio         | Lu              | Ma              | Me              | Gi              | Ve              | Sa              | Do              | Lu              | Ma              | Me              | Gi              | Ve              | Sa              | Do              | Lu              | Ma              | Me              | Gi              | Ve              | Sa              | Do              | Lu              | Ma              | Me              | Gi              | Ve              | Sa              | Do              | Lu              | Ma              | Me              |                 |
| Febbraio        | Gi              | Ve              | Sa              | Do              | Lu              | Ma              | Me              | Gi              | Ve              | Sa              | Do              | Lu              | Ma              | Me              | Gi              | Ve              | Sa              | Do              | Lu              | Ma              | Me              | Gi              | Ve              | Sa              | Do              | Lu              | Ma              | Me              |                 |                 |                 |                 |
| Marzo           | Gi              | Ve              | Sa              | Do              | Lu              | Ma              | Me              | Gi              | Ve              | Sa              | Do              | Lu              | Ma              | Me              | Gi              | Ve              | Sa              | Do              | Lu              | Ma              | Me              | Gi              | Ve              | Sa              | Do              | Lu              | Ma              | Me              | Gi              | Ve              | Sa              |                 |
| Aprile          | Do              | Lu              | Ma              | Me              | Gi              | Ve              | Sa              | Do              | Lu              | Ma              | Me              | Gi              | Ve              | Sa              | Do              | Lu              | Ma              | Me              | Gi              | Ve              | Sa              | Do              | Lu              | Ma              | Me              | Gi              | Ve              | Sa              | Do              | Lu              |                 |                 |
| Maggio          | Ma              | Me              | Gi              | Ve              | Sa              | Do              | Lu              | Ma              | Me              | Gi              | Ve              | Sa              | Do              | Lu              | Ma              | Me              | Gi              | Ve              | Sa              | Do              | Lu              | Ma              | Me              | Gi              | Ve              | Sa              | Do              | Lu              | Ma              | Me              | Gi              |                 |
| Giugno          | Ve              | Sa              | Do              | Lu              | Ma              | Me              | Gi              | Ve              | Sa              | Do              | Lu              | Ma              | Me              | Gi              | Ve              | Sa              | Do              | Lu              | Ma              | Me              | Gi              | Ve              | Sa              | Do              | Lu              | Ma              | Me              | Gi              | Ve              | Sa              |                 |                 |
| Luglio          | Do              | Lu              | Ma              | Me              | Gi              | Ve              | Sa              | Do              | Lu              | Ma              | Me              | Gi              | Ve              | Sa              | Do              | Lu              | Ma              | Me              | Gi              | Ve              | Sa              | Do              | Lu              | Ma              | Me              | Gi              | Ve              | Sa              | Do              | Lu              | Ma              |                 |
| Agosto          | Me              | Gi              | Ve              | Sa              | Do              | Lu              | Ma              | Me              | Gi              | Ve              | Sa              | Do              | Lu              | Ma              | Me              | Gi              | Ve              | Sa              | Do              | Lu              | Ma              | Me              | Gi              | Ve              | Sa              | Do              | Lu              | Ma              | Me              | Gi              | Ve              |                 |
| Settembre       | Sa              | Do              | Lu              | Ma              | Me              | Gi              | Ve              | Sa              | Do              | Lu              | Ma              | Me              | Gi              | Ve              | Sa              | Do              | Lu              | Ma              | Me              | Gi              | Ve              | Sa              | Do              | Lu              | Ma              | Me              | Gi              | Ve              | Sa              | Do              |                 |                 |
| Ottobre         | Lu              | Ma              | Me              | Gi              | Ve              | Sa              | Do              | Lu              | Ma              | Me              | Gi              | Ve              | Sa              | Do              | Lu              | Ma              | Me              | Gi              | Ve              | Sa              | Do              | Lu              | Ma              | Me              | Gi              | Ve              | Sa              | Do              | Lu              | Ma              | Me              |                 |
| Novembre        | Gi              | Ve              | Sa              | Do              | Lu              | Ma              | Me              | Gi              | Ve              | Sa              | Do              | Lu              | Ma              | Me              | Gi              | Ve              | Sa              | Do              | Lu              | Ma              | Me              | Gi              | Ve              | Sa              | Do              | Lu              | Ma              | Me              | Gi              | Ve              |                 |                 |
| Dicembre        | Sa              | Do              | Lu              | Ma              | Me              | Gi              | Ve              | Sa              | Do              | Lu              | Ma              | Me              | Gi              | Ve              | Sa              | Do              | Lu              | Ma              | Me              | Gi              | Ve              | Sa              | Do              | Lu              | Ma              | Me              | Gi              | Ve              | Sa              | Do              | Lu              |                 |